# گاکیه (کرمانشاه)
گاکیه (کرمانشاه)، روستایی از توابع بخش مرکزی شهرستان کرمانشاه در استان کرمانشاه ایران است.
این روستا به علت داشتن تپه تاریخی که در زمان قدیم روستای قدیمی به دور آن بوده و بعلت عوامل طبیعی تخریب شده است و مردم روستا به پایین دست آن رفته و خانه‌های خود را در آنجا ساخته‌اند.

## جمعیت
این روستا در دهستان دورود فرامان قرار دارد و براساس سرشماری مرکز آمار ایران در سال ۱۳۸۵، جمعیت آن ۵۲۰ نفر (۱۱۵خانوار) بوده‌است.